# Mujães
Mujães is een plaats (freguesia) in de Portugese gemeente Viana do Castelo en telt 1714 inwoners (2001).